# Ivo Barišič
Ivo Barišič, slovenski igralec; * 13. marec 1949, Ljubljana.

## Življenjepis
Rodil se je v Ljubljani, osnovno šolo pa obiskoval v Sežani. Leta 1964 se je vpisal na industrijsko šolo Iskra v Kranju, kjer se je izobraževal do leta 1967. Čez dve leti, leta 1969, se je kot igralec zaposlil v Primorskem dramskem gledališču Nova Gorica, kasneje preimenovano v Slovensko narodno gledališče Nova Gorica. Novogoriškemu gledališču je ostal zvest do leta 2014, ko se je upokojil. Celotno kariero se je ukvarjal tudi z igranjem na televiziji in filmu. Leta 2022 je prejel najvišje igralsko priznanje Borštnikov prstan.

## Vloge

### Film in televizija
- Valpet Jurij (Heretik, 1986)
- Ivan (Patriot, 1998)
- Župnik Lesjak (Vampir z Gorjancev, 2008)
- Viktor (Srečen za umret, 2012)
- Dott. Vrtovec (Zoran, moj nečak idiot, 2013)
- Spaski (Psi brezčasja, 2015)
- Viktor (Jašek, 2015)
- Viktor (Ljubezen na strehi sveta, 2015)
- Herman (Vesolje med nami, 2022)

## Nagrade
- Borštnikova diploma in nagrada RTV Ljubljana za mladega igralca, 10. Borštnikovo srečanje, Maribor, 1975
- Bronasta vrtnica, 11. Goriško srečanje malih odrov, Nova Gorica, 1982
- Nagrada Sklada Staneta Severja, 1992
- Priznanje ZDUS, 1996
- Diploma Mestne občine Nova Gorica za tri desetletja dela v PDG, 1999
- Skupinska nagrada Žlahtni komedijant skupini rokodelcev (Janezu Starini, Ivu Barišiču, Danijelu Malalanu, Iztoku Mlakarju, Milanu Vodopivcu in Jožetu Hrovatu), 2003
- Nagrada Tantadruj za igralski dosežek, 2012
- Odličje Marija Vera, nagrada Združenja dramskih umetnikov Slovenije za življenjsko delo, 2013
- Nagrada za najboljšo moško vlogo v kratkem filmu Ljubezen na strehi sveta, 2015
- Nagrada Tantadruj za življenjsko delo, 2021
- Nagrada Društva slovenskih avdiovizualnih igralcev (DSI) za življenjsko delo Ita Rina, 2021
- Borštnikov prstan, 2022